# Lucas Viatri
Lucas Ezequiel Viatri (Buenos Aires, 29 marzo 1987) è un calciatore argentino, attaccante svincolato.

## Carriera

### Club
Cresciuto nella giovanili del Boca Juniors, le sue prime esperienze da professionista le trascorre in prestito prima agli ecuadoriani dell'Emelec, quindi ai venezuelani del Maracaibo.
Nel 2008 torna al Boca Juniors, con cui esordisce il 17 maggio 2008 nel match casalingo contro il Racing Avellaneda, vinto 2-1. Nell'agosto 2008 ha fatto parte della squadra che ha vinto la Recopa Sudamericana.
Il 2 luglio 2014 viene acquistato per 2,75 milioni di euro dallo Shanghai Shenhua, club militante in Chinese Super League.
Il 20 gennaio 2015 passa in prestito con diritto di riscatto al Banfield.
Il 15 dicembre seguente, in scadenza di contratto, firma fino al giugno 2017 con l'Estudiantes.

### Nazionale
Esordisce in nazionale il 21 aprile 2011 in occasione dell'amichevole contro l'Ecuador.

## Statistiche

### Cronologia presenze e reti in nazionale
| Cronologia completa delle presenze e delle reti in nazionale ― Argentina | Cronologia completa delle presenze e delle reti in nazionale ― Argentina | Cronologia completa delle presenze e delle reti in nazionale ― Argentina | Cronologia completa delle presenze e delle reti in nazionale ― Argentina | Cronologia completa delle presenze e delle reti in nazionale ― Argentina | Cronologia completa delle presenze e delle reti in nazionale ― Argentina | Cronologia completa delle presenze e delle reti in nazionale ― Argentina | Cronologia completa delle presenze e delle reti in nazionale ― Argentina |
| Data                                                                     | Città                                                                    | In casa                                                                  | Risultato                                                                | Ospiti                                                                   | Competizione                                                             | Reti                                                                     | Note                                                                     |
| ------------------------------------------------------------------------ | ------------------------------------------------------------------------ | ------------------------------------------------------------------------ | ------------------------------------------------------------------------ | ------------------------------------------------------------------------ | ------------------------------------------------------------------------ | ------------------------------------------------------------------------ | ------------------------------------------------------------------------ |
| 20-4-2011                                                                | Mar del Plata                                                            | Argentina                                                                | 2 – 2                                                                    | Ecuador                                                                  | Amichevole                                                               | -                                                                        |                                                                          |
| 25-5-2011                                                                | Resistencia                                                              | Argentina                                                                | 4 – 2                                                                    | Paraguay                                                                 | Amichevole                                                               | -                                                                        |                                                                          |
| 28-9-2011                                                                | Belém                                                                    | Brasile                                                                  | 2 – 0                                                                    | Argentina                                                                | Superclásico de las Américas 2011                                        | -                                                                        |                                                                          |
| Totale                                                                   |                                                                          | Presenze                                                                 | 3                                                                        |                                                                          | Reti                                                                     | 0                                                                        |                                                                          |

## Palmarès

### Club

#### Competizioni nazionali
- Campionato argentino: 2

Boca Juniors: 2008 (A), 2011 (A)
- Copa Argentina: 1

Boca Juniors: 2011-2012

#### Competizioni internazionali
- Recopa Sudamericana: 1

Boca Juniors: 2008